# Kurt
Kurt eller Curt är ett mansnamn med tyskt ursprung. Det är en lågtysk form av Konrad. Namnet har funnits i Sverige sedan 1639 då med stavningen Kort. Notera dock, att namnet förekommer redan under medeltiden, bland annat som namn på Kort Målare i Åbo år 1336, och biskopen Kort Bitz i Åbo 1460.
Kurt började användas inom adeln i Sverige på 1600-talet men fick ingen större spridning förrän på 1920- och 1930-talen då det blev ett stort modenamn. Idag är det inte många pojkar som får namnet.
Den 31 december 2008 fanns det totalt 35 159 personer i Sverige med namnet Kurt eller Curt, varav 20 715 med det som tilltalsnamn. År 2003 fick 93 pojkar namnet, varav en fick det som tilltalsnamn.
Namnsdag: 12 november (sedan 1986), tillsammans med Konrad. I den finlandssvenska namnsdagslängden har Kurt namnsdag 12 november sedan 1973. Före det hade Kurt namnsdag 30 mars 1929–1972.

## Personer med namnet Kurt
- Kurt Beck, tysk politiker, partiledare (SPD)
- Kurt Bendix, svensk orkesterledare.
- Curt Boström, svensk politiker (S), statsråd, landshövding i Norrbottens län
- Kurt Cobain, medlem i musikgruppen Nirvana
- Curt Einarsson, svensk bandyledare
- Kurt Elimä, svensk backhoppare
- Curt-Steffan Giesecke, svensk jurist, ekonom och företagsledare, VD för SAF
- Kurt Gödel, österrikisk matematiker
- Curt Göransson (militär), svensk generallöjtnant, arméchef
- Kurt Hamrin, legendarisk fotbollsspelare
- Curt Hartzell, gymnast, OS-guld i lag 1912
- Curt Hennig, amerikansk fribrottare
- Curt-Eric Holmquist, kapellmästare
- Curt Johansson, friidrottare
- Kurt Johansson, tävlingsskytt, bragdmedaljör
- Kurt Junesjö, svensk författare, förbundsjurist och arbetsrättsexpert
- Kurt Jungstedt, svensk målare och grafiker
- Kurt Georg Kiesinger, tysk förbundskansler
- Kurt Linde (1936–2017), musiker
- Curt Lindström, ishockeytränare, förbundskapten för ishockeylandslaget Tre Kronor
- Curt Lindström, musiker
- Kurt Londén, finländsk sångare
- Kurt Lundqvist, friidrottare
- Curt Lundmark, förbundskapten för ishockeylandslaget Tre Kronor
- Kurt Masur, tysk dirigent
- Curt Mileikowsky, svensk ingenjör och forskare, företagsledare för Saab-Scania och ASEA
- Kurt Mälarstedt, journalist och författare
- Curt Nicolin, svensk industriman.
- Kurt Nordgren, svensk fackföreningsman, landshövding i Västernorrlands län
- Kurt Pettersén, svensk brottare, OS-guld 1948
- Kort Rogge, biskop i Strängnäs 1479–1501
- Kurt Russell, amerikansk skådespelare
- Kurt Samuelsson, politisk debattör, ledarskribent, chefredaktör
- Kurt Sanderling, tysk dirigent
- Curt Sandgren, svensk musiker
- Kurt von Schleicher, tysk rikskansler före Adolf Hitler
- Kurt Schumacher, västtysk socialdemokratisk partiledare
- Kurt von Schuschnigg, österrikisk konservativ politiker, förbundskansler
- Curt Sjöberg, gymnast, OS-guld i lag 1920
- Curt Söderberg, friidrottare
- Kurt Tank, tysk flygplanskonstruktör och testpilot
- Kurt Waldheim, österrikisk politiker och diplomat, FN:s generalsekreterare, förbundspresident 1986–1992
- Kurt Wegner, tysk-svensk konstnär
- Curt Weibull, professor i historia, högskolerektor
- Kurt Weill, tysk-amerikansk tonsättare
- Kurt Vonnegut, amerikansk författare och konstnär
- Kurt Wüthrich, schweizisk nobelpristagare i kemi
- Kurt Zeitzler, tysk generalöverste, chef för arméns generalstab
- Curt "Minimal" Åström, svensk skådespelare och sångare

## Fiktiva personer
- På kurs med Kurt, svensk TV-serie
- Kurt Olsson, även kallad Kurtan. Fiktiv person skapad av Lars Brandeby
- Kurt Wallander, fiktiv huvudfigur i flera av Henning Mankells romaner